# Лора Робсън
Лора Робсън (родена на 21 януари 1994 г.) е британска тенисистка, бивша първа ракета при жените във Великобритания. Тя дебютира в турнирите за младежи на Международната тенис федерация (ITF) през 2007 г. и година по-късно печели Уимбълдън за девойки, когато е едва на 14-годишна възраст. Като девойка тя също така стига и два пъти до финала на Откритото първенство на Австралия за младежи – през 2009 г. и през 2010 г. Първия си професионален турнир Робсън печели през месец ноември 2008 г. Най-високата позиция, достигала в световната ранглиста на Женската тенис асоциация (WTA) на сингъл, е №27. А при двойките Лора е стигала до рекордното за нея 82-ро място – резултат от серия добри представяния заедно с Лиса Реймънд. На Летните олимпийски игри през 2012 г. Робсън печели сребърен медал на смесени двойки, партнирайки си със златния медалист на сингъл Анди Мъри, с когото достигна и до финал на Хопман къп през 2010 г.
Робсън е играла поне веднъж в основната схема на всеки турнир от Големия шлем, като най-доброто ѝ представяне е на Ю Ес Оупън 2012, където тя е участничка в осминафиналите. Достигайки до тази фаза на състезанието, тя стана първата британка от 1988 г. насам, която играе в четвърти кръг на такъв голям турнир. През 2012 г. на турнира в Гуанджоу, Робсън се превърна в първата британска тенисистка след Джо Дюри (играла финал през 1990 г. в Нюпорт), достигнала до спора за титлата на турнир от веригата на WTA. Печели приза на Женската тенис асоциация за „Откритие на сезон 2012“.

## Детство
Лора е родена на 21 януари 1994 г. в Мелбърн, Австралия, трето дете в семейството на австралийците Андрю и Кати Робсън, спортен треньор и бивша баскетболистка. Семейство Робсън се мести от Мелбърн в Сингапур, когато Лора е на 18 месеца, а след това и във Великобритания, когато е 6-годишна. Според родителите ѝ, тя започва да играе тенис веднага „щом може да държи тенис ракета“, и след като бива окуражена от родителите си, Лора се записва, когато е на 7 години, в младежка тенис академия. На 10-годишна възраст подписва с компанията по мениджмънт „Octagon“, а когато е на 11 – с „Адидас“. Подписва и договор за ракетата си с „Уилсън“. След като работи с много треньори, тя се спира на Мартин Бок през 2007 г. Бок казва, че въпреки че Робсън „има проблем с овладяването на емоциите си“, той е видял „огромен потенциал в нея“. Също така Робсън започва да тренира в Националния Тенис Център на Великобритания под надзора на Бок и други специалисти, като в същото време е на домашно обучение.

## Финали на турнири отWTA Тур

### Сингъл: 1 (0 – 1)
| Легенда                              |
| ------------------------------------ |
| Турнири от Големия шлем (0 – 0)      |
| Шампионат на WTA Тур (0 – 0)         |
| Задължителни Висши & Висши 5 (0 – 0) |
| Висши (0 – 0)                        |
| Международни (0 – 1)                 |

| Финали по настилка |
| ------------------ |
| Твърда (0 – 1)     |
| Трева (0 – 0)      |
| Клей (0 – 0)       |
| Мокет (0 – 0)      |

| Изход      | No. | Дата       | Турнир                                              | Настилка | Опонент    | Резултат            |
| ---------- | --- | ---------- | --------------------------------------------------- | -------- | ---------- | ------------------- |
| Финалистка | 1.  | 22/09/2012 | Гуанджоу Интернешънъл Уименс Оупън, Гуанджоу, Китай | Твърда   | Шу-вей Сие | 3 – 6, 7 – 5, 4 – 6 |

### Двойки: 1 (0 – 1)
| Легенда                              |
| ------------------------------------ |
| Турнири от Големия шлем (0 – 0)      |
| Шампионат на WTA Тур (0 – 0)         |
| Задължителни Висши & Висши 5 (0 – 1) |
| Висши (0 – 0)                        |
| Международни (0 – 0)                 |

| Финали по настилка |
| ------------------ |
| Твърда (0 – 1)     |
| Трева (0 – 0)      |
| Клей (0 – 0)       |
| Мокет (0 – 0)      |

| Изход      | No. | Дата       | Турнир                       | Настилка | Партньор     | Опоненти                        | Резултат            |
| ---------- | --- | ---------- | ---------------------------- | -------- | ------------ | ------------------------------- | ------------------- |
| Финалистки | 1.  | 31/03/2013 | Сони Оупън Тенис, Маями, САЩ | Твърда   | Лиса Реймънд | Надя Петрова Катарина Среботник | 1 – 6, 6 – 7(2 – 7) |

### Олимпийски игри: 1 (1 сребърен медал)
| Изход  | Дата       | Турнир                                  | Настилка | Партньор  | Опоненти                     | Резултат               |
| ------ | ---------- | --------------------------------------- | -------- | --------- | ---------------------------- | ---------------------- |
| Сребро | 05/08/2012 | Олимпийски игри, Лондон, Великобритания | Трева    | Анди Мъри | Виктория Азаренка Макс Мирни | 6 – 2, 3 – 6, [8 – 10] |

### Отборни финали: 1 (0 – 1)
| Изход     | No. | Дата          | Турнир                      | Настилка   | Партньор  | Опоненти                                | Резултат |
| --------- | --- | ------------- | --------------------------- | ---------- | --------- | --------------------------------------- | -------- |
| Финалисти | 1.  | 9 януари 2010 | Хопман Къп, Пърт, Австралия | Твърда (з) | Анди Мъри | Мария Хосе Мартинес Санчес Томи Робредо | 1 – 2    |

(з) = В зала

### Турнири от Големия шлем при девойките: 3 (1 – 2)
| Изход      | No. | Дата           | Турнир                | Настилка | Опонент             | Резултат            |
| ---------- | --- | -------------- | --------------------- | -------- | ------------------- | ------------------- |
| Шампионка  | 1.  | 3 юли 2008     | Уимбълдън 2008        | Трева    | Нопаван Лерчевакарн | 6 – 3, 3 – 6, 6 – 1 |
| Финалистка | 1.  | 31 януари 2009 | Аустрелиън Оупън 2009 | Твърда   | Ксения Первак       | 3 – 6, 1 – 6        |
| Финалистка | 2.  | 30 януари 2010 | Аустрелиън Оупън 2010 | Твърда   | Каролина Плишкова   | 1 – 6, 6 – 7(5 – 7) |